# Obercunnersdorf (Kottmar)
Obercunnersdorf ist ein Ortsteil der Gemeinde Kottmar im Landkreis Görlitz und ein staatlich anerkannter Erholungsort. Das Ortsbild Obercunnersdorfs nordöstlich des Kottmars prägen über 250 Oberlausitzer Umgebindehäuser. Es trägt daher auch den Titel Denkmalort.

## Geografie

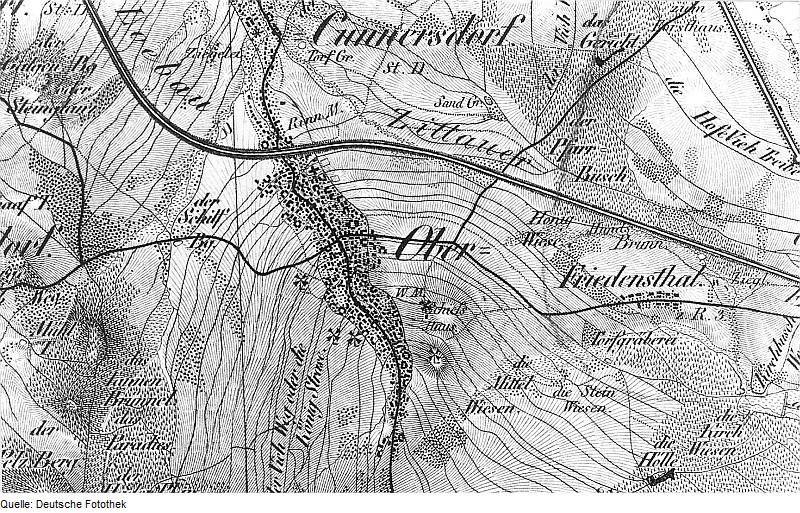
Karte von Oberreit mit Obercunnersdorf um 1845

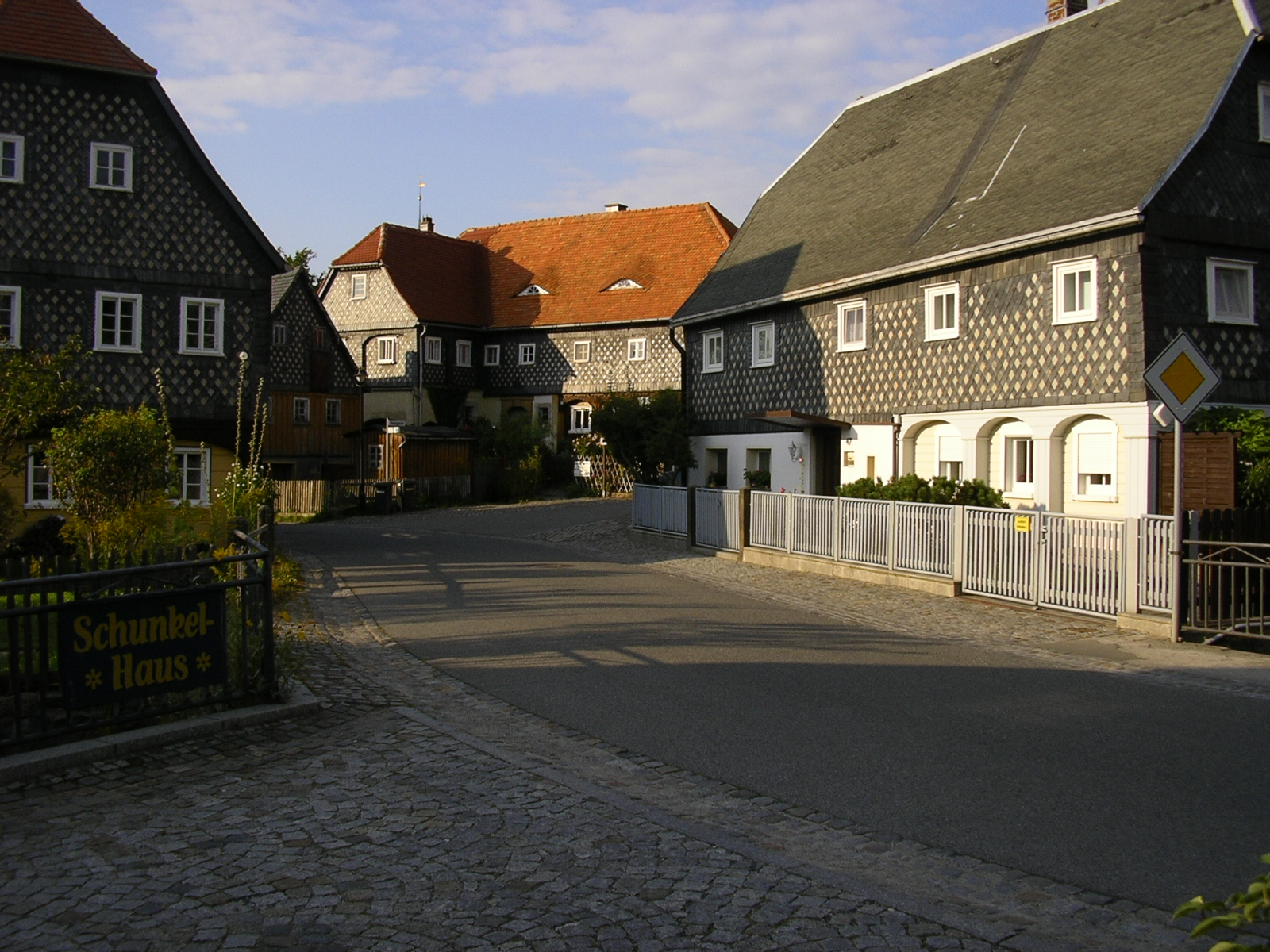
Das Straßenbild wird bestimmt durch das außerordentlich dichte Ensemble von über 250 schiefergedeckten Umgebindehäusern

Der Ortsteil Obercunnersdorf erstreckt sich im Tal des Cunnersdorfer Wassers, etwa sieben Kilometer südlich von Löbau. Unmittelbar südlich des Ortes erhebt sich der 583 m hohe Kottmar, wo eine der 3 Spreequellen entspringt.

## Geschichte
Das Dorf Cunradisdorf bei Löbau wurde 1221 erstmals urkundlich erwähnt. Der Ort, ab der 2. Hälfte des 15. Jahrhunderts wurde zwischen Neu-, Nieder- und Ober-Kunerßdorf unterschieden, gehörte zum Besitz des Bautzner Domkapitels. Die seit 1527 nachweisliche Pfarrkirche in Obercunnersdorf war von 1597 bis 1819 eine Filialkirche von Kottmarsdorf und unterstand dem Patronat des Domstiftes Bautzen. Heute sind die Kottmarsdorfer und Obercunnersdorfer Kirchen Schwesterkirchen, zu letzterer gehörte seit 1932 die Filialkirche Niedercunnersdorf. Zusammen bilden sie die Kirchgemeinde Sankt Barbara.
Das Waldhufendorf ist neben dem Zittauer Ortsteil Dittelsdorf für seinen reichhaltigen denkmalgeschützten Umgebindehausbestand bekannt und erhielt von der UNESCO den Ehrennamen Denkmalort. 1995 belegte Obercunnersdorf im Bundeswettbewerb der schönsten Dörfer den dritten Platz. Im Jahre 2001 wurde der Ort Sieger des Wettbewerbes „Entente Florale Europa“ der schönsten Blumendörfer Europas.

### Ortsnamenformen
1306: „ambae Conradesdorpp“; 1399: „Kunersdorf superior“; 1399: „Kunirsdorff obirste“; 1419: „Conradstorff superior“; 15. Jh.: „Cunradistorff superior“; 1472: „Obirkunerßdorff“; 1547: „Ober Kunnerßdorff“; 1657: „Ober Cunnersdorff“; 1875: „Obercunnersdorf b. Löbau“

### Verwaltungszugehörigkeit
1777: Bautzener Kreis, 1843: Landgerichtsbezirk Löbau, 1856: Gerichtsamt Löbau, 1875: Amtshauptmannschaft Löbau, 1952: Kreis Löbau, 1994: Landkreis Löbau-Zittau, 2008: Landkreis Görlitz
Die Gemeinde Obercunnersdorf, zu der seit dem 1. Januar 1999 der Ortsteil Kottmarsdorf gehörte, war ausführende Gemeinde der Verwaltungsgemeinschaft Obercunnersdorf, die sie mit der Nachbargemeinde Niedercunnersdorf bildete. Am 1. Januar 2013 fusionierten die Gemeinden Obercunnersdorf, Niedercunnersdorf und Eibau zur neuen Gemeinde Kottmar.

### Einwohnerentwicklung
| Jahr | Einwohner                                  |
| 1777 | 25 besessene Mann, 38 Gärtner, 305 Häusler |
| 1834 | 2.975                                      |
| 1871 | 3.006                                      |
| 1890 | 2.660                                      |
| 1910 | 2.571                                      |
| 1925 | 2.600                                      |
| 1939 | 2.554                                      |
| 1946 | 2.951                                      |
| 1950 | 3.063                                      |
| 1964 | 2.738                                      |
| 1990 | 2.016                                      |
| 2000 | 2.376                                      |

## Politik

### Frühere Gemeindepartnerschaften
- Deggingen, Deutschland
- Świerzawa, Polen

Die ehemalige Gemeinde Obercunnersdorf unterhielt Partnerschaften mit Deggingen in Deutschland und dem polnischen Świerzawa. Beide wurden als neue Partnerschaften der neuen Gemeinde Kottmar übernommen.

## Kultur und Sehenswürdigkeiten

### Bauwerke

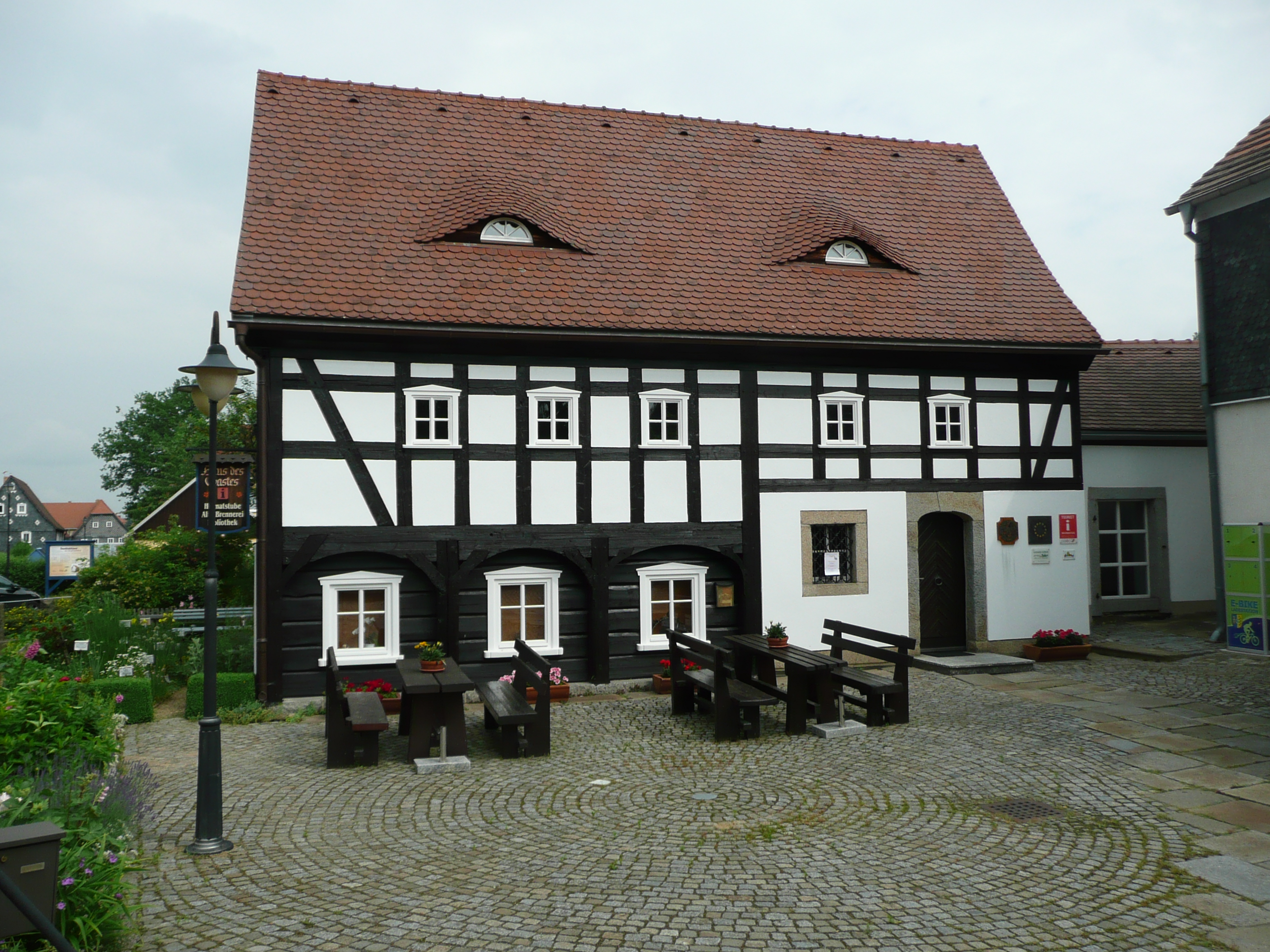
Das Haus des Gastes – Touristeninformation

Die Dorfkirche Obercunnersdorf ist eine barocke langgestreckte Saalkirche mit Ausstattung aus dem späten 17. Jahrhundert.

### Museen
Eine kleine museale Sammlung befindet sich im Schunkelhaus in der Klippelgasse.
Die Museumsheimatstube im Bibliothekshaus erhielt im Jahre 2003 zur Erinnerung an das Obercunnersdorfer Original Heinz Leßmann (1903–1983; 1929–1975 ev. Pfarrer in Obercunnersdorf), den Namen „Pfarrer-Heinz-Leßmann-Stube“.

### Freizeit- und Sportanlagen
Der Ort hat seit 1997 ein Erlebnisbad, das durch Umbau des aus dem Jahre 1927 stammenden alten Nieder- und Obercunnersdorfer Freibades entstand. Das beheizte Freibad mit Hallenbereich und Dampfsauna ist von Mai bis Oktober geöffnet. Es besteht die Möglichkeit zu campen. Es gibt auch einen Sportplatz mit Tennisanlage.
Dazu gibt es im benachbarten Umfeld die Erikabaude, ein Gastlokal, welches im damaligen Tagebau Erika, heute Erikasee, abgebaut und am heutigen Standort wieder aufgebaut wurde, allerdings mittlerweile geschlossen ist. Am 28. April 1999 wurde sie durch einen Brand auf Grund eines technischen Defekt vollständig zerstört und innerhalb eines Jahres wieder aufgebaut.

## Persönlichkeiten
- Karl Eiffler (1896–1974), Maler
- Heinz Leßmann (1903–1983), 1929–1975 evangelischer Pfarrer
- Heinz Matthes (1927–1988), deutscher Politiker (SED)
- Gerhard Schnitter (* 1939), christlicher Liedermacher und Musiker

- Lutz Clausnitzer (1949–2021), deutscher Astronomielehrer und Astronomiehistoriker; lebte zuletzt in Obercunnersdorf

## Verkehr

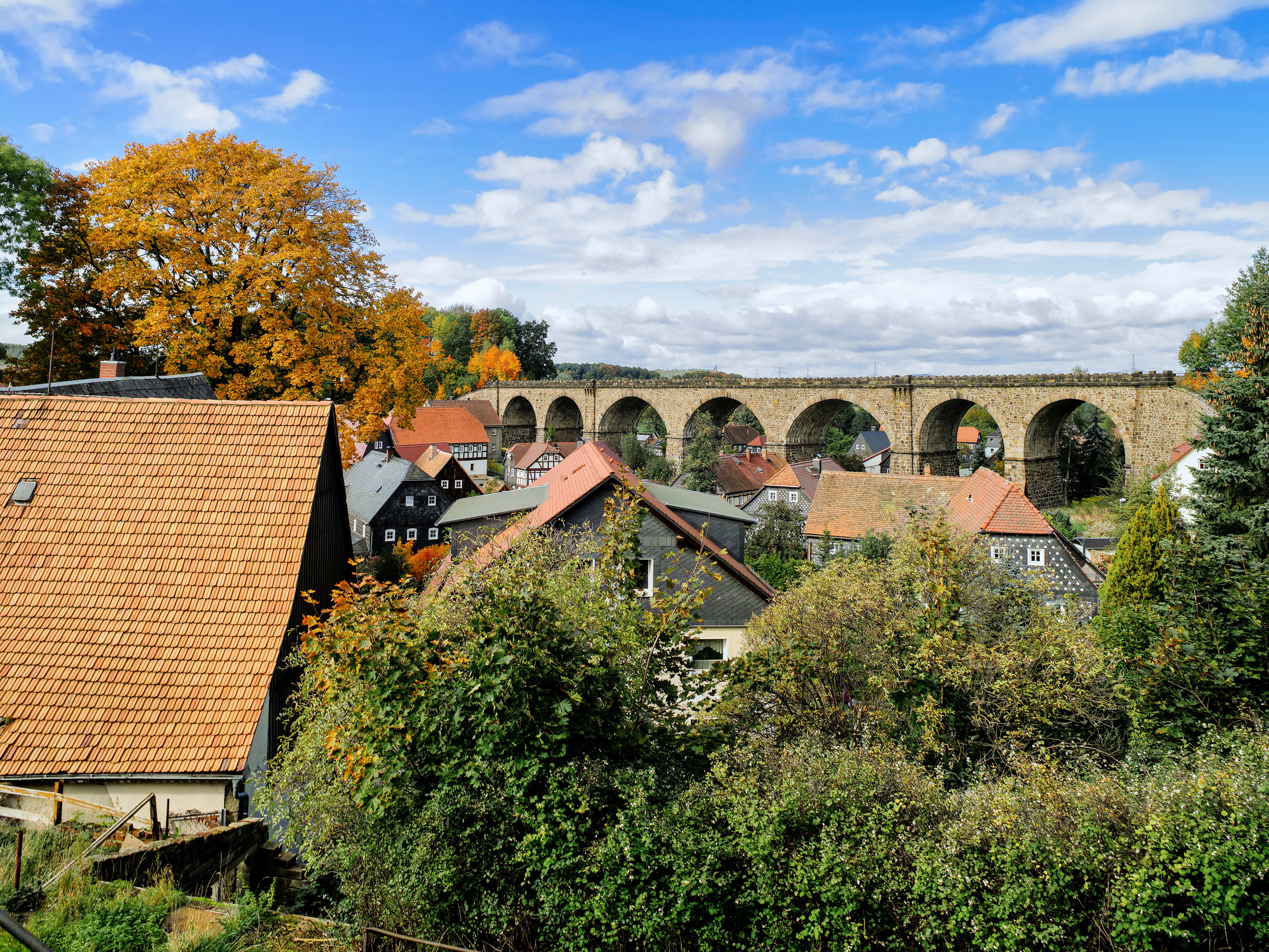
Obercunnersdorfer Eisenbahnviadukt

Am besten zu erreichen ist Obercunnersdorf über die neugebaute B 178n aus Löbau, die von Weißenberg bis Zittau verläuft. Die sächsische S 143 beginnt und endet hier, es verlaufen 4 Kreisstraßen durch den Ort.
Die Bahnstrecke Zittau–Löbau durchquert das Dorf auf einem 340 m langen Viadukt und ist seit 2003 auf diesem Abschnitt stillgelegt.

## Film
- Obercunnersdorf – Große Liebe Umgebindehaus. Dokumentarfilm, Deutschland, 2017, 29:25 Min., Buch und Regie: Anne Mehler, Produktion: MDR, Reihe: Der Osten – Entdecke wo du lebst, Erstsendung: 16. Januar 2016 im MDR Fernsehen.